# 恋はドラッグ
「恋はドラッグ」（Love Is the Drug）は、ロキシー・ミュージックが1975年に発表した楽曲。全英シングルチャートで2位を記録するなど、世界各国でヒットした。

## 概要
メンバーのアンディ・マッケイは1975年の初めに同曲の基本的なメロディを書いた。マッケイは言う。「ウーリッツァーのエレクトリックピアノを弾いているとき、普通じゃない曲のコードを思いついた。それはレイフ・ヴォーン・ウィリアムズだとかの20世紀のクラシックの作曲家から影響を受けた、極めてイギリスっぽいサウンドだった。初期の教会音楽に影響を受けて生まれたフォークのハーモニーの感じもあった」。
メンバーのブライアン・フェリーはマッケイが書いたコード進行を聴いたあと、ケンジントンのホランド・パークの自宅で詞を書いた。「俺の心に浮かんだのは、車に乗り込むとすぐ町に繰り出し、クラブで刺激を求める若い男のイメージだった」とフェリーは言う。冒頭の歌詞はクリスチャンという名のトリニダード・トバゴ系の友人の口癖から生まれた。「クリスチャンはロキシーの衣装係の仕事をしていた。とても愉快で、こだわらない男だった。どんな問題が起こっても奴は決まって言った。『T'ain't no big t'ing』。俺はそのフレーズが好きだったから曲の頭のところで使ったんだ」。
ロンドンのAIRスタジオで新作アルバムを制作中だったロキシー・ミュージックは、同曲に肉付けをした。元々の曲調はスローでゆったりとしたものであったが、フェリーとメンバーのポール・トンプソンはそれをダンス・ミュージックに近いものに変えた。プロデューサーのクリス・トーマスは完璧なテイクが録れるまで執拗に演奏を繰り返させた。マッケイは同じサクソフォーンのリフを何時間も吹き続けた。彼はのちのインタビューで、トーマスのおかげで十分に満足のいく演奏ができたと感謝の言葉を述べている。
1975年10月3日、新作アルバム『サイレン』の先行シングルのA面収録曲として発表された。B面収録曲はオリジナル・アルバム未収録の「サルタネェスク」（Sultanesque）。同シングルは全英シングルチャートで2位を記録。またBillboard Hot 100で30位を記録し、彼等にとってアメリカでの初めてのヒット・シングルとなった。カナダで3位、オーストラリアで18位、ニュージーランドで24位、ベルギーで15位、西ドイツで39位を記録した。
同年10月24日発売のアルバム『サイレン』のA面一曲目に収録された。
ミュージック・ビデオは作られなかったが、彼等はシングルが発表された1975年、ITVの音楽番組Supersonicに出演して、同曲を当て振りとリップシンクで披露した。フェリーは自分が右目にアイパッチをつけていることについてこう説明している。「あれは多くの人が思っているような海賊風のファッションでもなんでもないんだ。収録の前日、俺は目の診察のため病院にいた。ドアを開けるとき『なんてこった。俺たちはこれからテレビショーにでなくちゃならない』と思ったことを覚えている。ビデオを注意深く見れば、俺が目のところに包帯を当てているのがわかるよ。あの黒いアイパッチはなかなかさまになっていると思う」。
ナイル・ロジャースは、シックのヒット曲「Good Times」（1979年）のベースラインは主に「恋はドラッグ」のベースから影響を受けていると証言している。

## 参加メンバー
ロキシー・ミュージック
- ブライアン・フェリー –  - ボーカル
- アンディ・マッケイ – サクソフォーン
- フィル・マンザネラ – ギター
- ポール・トンプソン – ドラム
- エディ・ジョブソン – キーボード
- ジョン・ガスタフソン[注 4] – ベース

## チャート
| チャート (1975–1976年)               | 最高位 |
| ------------------------------------ | ------ |
| オーストラリア (Kent Music Report)   | 18     |
| ベルギー (Ultratop 50 Flanders)      | 15     |
| カナダ トップシングルス (RPM)        | 3      |
| オランダ (Dutch Top 40)              | 8      |
| オランダ (Single Top 100)            | 9      |
| ニュージーランド (Recorded Music NZ) | 24     |
| UK シングルス (OCC)                  | 2      |
| 全米 Billboard Hot 100               | 30     |
| 全米 キャッシュボックス Top 100      | 24     |
| 西ドイツ (GfK Entertainment charts)  | 39     |

| チャート (1996年)1  | 最高位 |
| ------------------- | ------ |
| UK シングルス (OCC) | 33     |

1リミックス